# Palma Sola (Santa Catarina)
Palma Sola es un municipio brasileño del estado de Santa Catarina. Tiene una población estimada al 2022 de 7 605 habitantes. Pertenece a la Región metropolitana del Extremo Oeste.

## Toponimia
El nombre deriva de Palma Suela, del español para "palmera solitaria", debido a una palma que se encontraba en la plaza del centro de la localidad, la cual servia de referencia.

## Historia
Parte del territorio del municipio fue lugar de disputas territoriales con Uruguay, Argentina y Paraguay a finales del Siglo XIX. Los primeros pobladores provenientes de Paraná se establecieron en los años 1920. Para 1945, llegaron los primeros colonos descendientes de europeos de Río Grande del Sur. Se emancipó como municipio el 30 de diciembre de 1961.